# Christian Zerpa
Christian Tyrone Zerpa es un abogado y político venezolano que se desempeñó como magistrado de la Sala Electoral del Tribunal Supremo de Justicia de Venezuela (TSJ) entre el 23 de diciembre de 2015 hasta el 6 de enero de 2019, cuando huyó del país.

## Educación y carrera
Zerpa se graduó como abogado y politólogo en la Universidad de Los Andes en 1998 y 2002, respectivamente. Fue parlamentario de Venezuela ante el Parlamento del Mercosur (Parlasur) y vicepresidente de la comisión de derechos humanos y ciudadanía de dicho parlamento. También fue militante del Movimiento Quinta República (MVR) en el estado Trujillo desde 2000, perdió en las elecciones primarias del PSUV en dicho estado, fue diputado oficialista de la Asamblea Nacional por el estado Trujillo en el periodo 2010-2015 e integró de la Comisión Permanente de Política Exterior, Soberanía e Integración hasta el 23 de diciembre de 2015, cuando fue designado como magistrado de la Sala Electoral del Tribunal Supremo de Justicia por la Asamblea Nacional. Al haber ocupado cargos políticos al igual que otros magistrados electos, su nombramiento constituyó una violación al numeral 5 del artículo 37 de la Ley Orgánica del Tribunal Supremo de Justicia de Venezuela.

## Recusación
El subsecretario de la Asamblea Nacional, José Luis Cartaya expuso el 28 de diciembre de 2016 una recusación en contra del magistrado Zerpa a raíz de la resolución de la impugnación ante el poder judicial hechos irregulares que ocurrieron en las elecciones parlamentarias de 2015, donde el abogado denuncia que Zerpa no puede conocer las impugnaciones contra los diputados opositores por estar vinculado al Partido Socialista Unido de Venezuela. El alegato de Cartaya fue descartado por la Sala Electoral del Tribunal Supremo por considerar que «el recusante de forma genérica denuncia un supuesto interés por parte del magistrado en la resolución del asunto, sin embargo, no señala de manera específica la conducta o actuación que evidencie el interés de éste o detalla en qué forma le afectaría la resolución del caso», basándose en los argumentos presentados por Zerpa para defender su objetividad. «Niego que me encuentre incurso en la causal invocada por el recusante, por cuanto en fecha 23 de octubre de 2015 presenté juramento de no poseer ni ejercer ninguna actividad que pueda significar militancia política partidista y manifesté mi voluntad de renunciar a cualquier organización política o grupo de electores».

## Deserción y traslado a Estados Unidos
El 5 de enero de 2019 Christian Zerpa abandonó su cargó y salió del país por discrepancias con el gobierno nacional y en particular con la juramentación del cargo de presidente por Nicolás Maduro prevista para el 10 de enero de 2019, el cual se realizaría ante el Tribunal Supremo de tendencia oficialista. Según el presidente del Tribunal Supremo, Maikel Moreno, Zerpa huyó del país por estar siendo investigado por presuntos delitos de acoso sexual, actos lascivos y violencia psicológica, cuyo expediente fue enviado al Consejo Moral Republicano desde el 23 de noviembre del 2018. Zerpa se defendió de las acusaciones detallando que en los tres años como magistrado, entre 2015 y 2018, estuvo alrededor de año y medio sin secretaria debido a la recusación de dos mujeres por no poder cumplir con el trabajo inherente a su cargo, y que fue en julio de 2018 que autorizaron a dos secretarias para que trabajaran con él, declarando que no pensaba que se prestarían para la acusación ni que las otras dos presentaran denuncias al respecto; agregó que el comunicado emitido por el Tribunal Supremo deja en evidencia la presión de Maikel Moreno sobre el resto de los magistrados, que es acusado de delitos sin el debido proceso y que no ha habido ninguna citación ni expediente de los hechos mencionados.